# Пігментний ретиніт
Термін пігментна ретинопатія або пігментний ретиніт (RP), також відомий як синдром Патермана, стосується дегенерації сітківки, спричиненої спадковістю або мимовільною мутацією, під час якої фоторецептори руйнуються. Про пігментний псевдоретиніт (або фенокопію) говорять, коли неспадкові захворювання показують симптоми пігментної ретинопатії, наприклад, внаслідок токсичності (зокрема, через тіоридазин, хлорохін).
Назва пігментний ретиніт була введена голландцем Франсом Дондерсом 1855 року. Однак, оскільки це переважно не запалення, хвороба була перейменована на пігментну ретинопатію. Водночас оригінальне позначення, все ще застосовується як синонім і навіть частіше, ніж нова назва.
Подібне захворювання у тварин, (ветеринарія) називається наростальною атрофією сітківки (ПАС).

## Поширення
Близько трьох мільйонів людей у всьому світі - для прикладу лише у Німеччині, приблизно від 30 000 до 40 000 - страждають на одну з різних форм пігментної ретинопатії. Через млявий перебіг захворювання, кількість незасвідчених випадків, ймовірно, буде ще більшою. Отож, поширеність становить один випадок на 3000-7000 мешканців.
Захворювання зазвичай виникає в підлітковому або середньому віці, з першими ознаками (куряча сліпота); зір поступово погіршується. Весь перебіг погіршення зору, є поступовим і зазвичай триває десятиліттями. Цей розвиток також пов'язаний зі значним психологічним навантаженням. Приблизно у половини всіх пацієнтів з ПР розвивається катаракта в дорослому віці.

## Симптоми та перебіг
Зазвичай виникають такі симптоми:
- Куряча сліпота (перші ознаки)

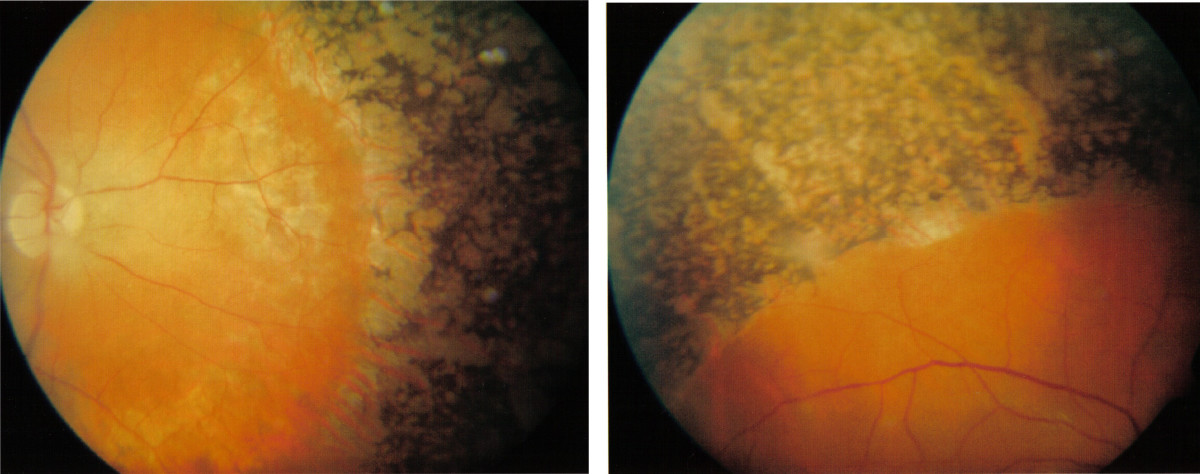
Очне дно особи з пігментною ретинопатією (в даному разі синдром Рефсума)

- Тунельний зір, концентрична втрата поля зору (ранні ознаки)

- Погане пристосування ока до змін освітленості

- Чутливість до відблисків

- Порушення контрастного зору

- Порушення кольорового зору

- Поступова втрата зору аж до повної сліпоти

У плині захворювання, здебільшого, спочатку спостерігається нічна сліпота, втрата зору, а потім повільне обмеження поля зору аж до постійно звужуваного тунельного зору. Захворювання зазвичай призводить до сліпоти на пізній стадії. Через курячу сліпоту та тунельне бачення, пацієнти навряд чи зможуть безпечно пересуватися без використання особливих умов орієнтації для сліпих і тростини. Тривалість цієї послідовності змінюється залежно від відповідного дефекту гена, що запускає RP.
Загибель фоторецепторів, спочатку паличок, зазвичай відбувається від периферії (край поля зору) до макули (центр поля зору). Зокрема, Дондерс описав пігментні відкладення, схожі на кісткові клітини, і судинні звуження в оку, що дало назву пігментної ретинопатії. Однак ці зміни зазвичай, стаються внаслідок дегенерації фоторецепторів.

## Генетика
Наразі виявлено понад 80 генів, ушкодження яких можуть викликати пігментну ретинопатію. Більшість генів, ідентифікованих на даний час, мають моногенетичну спадковість. Захворювання викликається аутосомно-домінантним, аутосомно-рецесивним, а також гоносомальними спадковими чинниками (по суті, Х-хромосомою).

## Синдроми
Близько 25% хворих, страждають від супутньої пігментної ретинопатії. У разі супутньої ПР, окрім очей, ознаки захворювання, виявляють й інші органи тіла, тобто є синдром. Деякі з цих симптомів, котрі часто виникають разом із пігментною ретинопатією, це розлади слуху, паралічі та порушення ходьби, серцева аритмія, м’язова слабкість, розлади розумового розвитку, тощо. Тут також, причиною є генетичні дефекти. Найбільш відомі синдроми:
- синдром Ашера,

- синдром Барде-Бідля,

- синдром Рефсума,

- синдром NBIA,

- синдром Альпорта

- синдром Сальдіно-Майнцера.

## Розпізнавання
Пігментний ретиніт можна діагностувати в ранньому дитинстві за допомогою електроретинограми. Очні тести на курячу сліпоту в офтальмолога, пропонують інші діагностичні можливості. У разі наявності синдромів, інші симптоми надають відомості про точне захворювання (наприклад, розлади слуху або показники крові). Визначити точний дефект гена можливо лише за допомогою аналізу ДНК. ДНК і білкові чіпи все ще розробляються, що повинно дозволити швидшу діагностику.

## Лікування
Voretigen neparvovec (торговельна назва: Luxturna; виробник: Spark Therapeutics, дочірня компанія Roche) — це різновид передової терапії, яка називається генною терапією. Ці ліки діють шляхом введення генів в організм. Luxturna був призначений орфанним препаратом для лікування двох форм захворювання в різний час (пігментний ретиніт: липень 2015 р.; вроджений амавроз Лебера: квітень 2012 р.).
Лікар Ботонд Роска, який отримав премію Кербера 2020 року, досліджує, як можна вилікувати пошкоджену сітківку за допомогою генної терапії. 2021 року, міжнародній дослідницькій групі вперше вдалося частково відновити зір 58-річному пацієнту, який осліп через пігментний ретиніт, за допомогою оптогенетичної терапії.
Лікування стовбуровими клітинами також досліджується для відновлення дегенерованої сітківки. Також у розробці перебувають так звані імплантати сітківки (зоровий нейропротез), у котрих мікросистемна технологія як протез, призначена для заміни функцій пошкодженої сітківки.